# Malaysische Badmintonmeisterschaft 2013
Die Malaysische Badmintonmeisterschaft 2013 fand bereits vom 27. bis zum 30. Dezember 2012 in Alor Setar als Proton Malaysia Grand Prix Finals statt.

## Sieger und Platzierte
| Disziplin    | Gold                                 | Silber                              | Bronze                        |
| ------------ | ------------------------------------ | ----------------------------------- | ----------------------------- |
| Herreneinzel | Misbun Ramdan Mohmed Misbun          | Chong Wei Feng                      | Zulfadli Zulkiffli            |
| Herreneinzel | Misbun Ramdan Mohmed Misbun          | Chong Wei Feng                      | Goh Soon Huat                 |
| Dameneinzel  | Tee Jing Yi                          | Lydia Cheah Li Ya                   | Sannatasah Saniru             |
| Dameneinzel  | Tee Jing Yi                          | Lydia Cheah Li Ya                   | Yang Li Lian                  |
| Herrendoppel | Hoon Thien How Tan Wee Kiong         | Chooi Kah Ming Ow Yao Han           | Low Juan Shen Tan Yip Jiun    |
| Herrendoppel | Hoon Thien How Tan Wee Kiong         | Chooi Kah Ming Ow Yao Han           | Nelson Heg Wei Keat Teo Ee Yi |
| Damendoppel  | Amelia Alicia Anscelly Soong Fie Cho | Lydia Cheah Li Ya Sonia Cheah Su Ya | Chow Mei Kuan Lee Meng Yean   |
| Damendoppel  | Amelia Alicia Anscelly Soong Fie Cho | Lydia Cheah Li Ya Sonia Cheah Su Ya | Sannatasah Saniru Tee Jing Yi |
| Mixed        | Goh V Shem Soong Fie Cho             | Lim Khim Wah Vivian Hoo Kah Mun     | Chooi Kah Ming Lee Meng Yean  |
| Mixed        | Goh V Shem Soong Fie Cho             | Lim Khim Wah Vivian Hoo Kah Mun     | Tan Aik Quan Lai Pei Jing     |